# Lago Untersee
Il lago Untersee (traducibile dal tedesco come "Lago Inferiore") è il più grande lago superficiale di acqua dolce dei monti Gruber, nella Terra della Regina Maud nell'Antartide Orientale. Si trova a circa 90 chilometri a sud est dell'Oasi Schirmacher. Il lago è permanentemente ricoperto di ghiaccio, è lungo circa 6,5 chilometri e largo 2,5 chilometri, con una superficie totale di 11,4 chilometri quadrati, e la sua profondità massima è di 169 metri.

## Descrizione
Il lago è lungo circa 6,5 chilometri, largo 2,5 chilometri e ha una superficie totale di 11,4 chilometri quadrati. Si trova a 563 metri sul livello del mare e ha una profondità massima di 169 metri. È perennemente ricoperto da uno strato di ghiaccio di spessore medio di tre metri durante l'estate.
Alla sua estremità settentrionale si trova il ghiacciaio Anuchin e l'acqua che si scioglie dal ghiacciaio rappresenta la principale fonte di alimentazione del lago, mentre la perdita d'acqua si verifica solo per ablazione e sublimazione attraverso la copertura ghiacciata, principalmente durante i mesi estivi.
L'acqua del lago è caratterizzata da un pH compreso tra 9,8 e 12,1, una sovrasaturazione del 150% dell'ossigeno disciolto e una produzione primaria della colonna d'acqua molto bassa. Gran parte della produzione primaria è dovuta alle comunità microbiche che vivono sul fondo del lago come stromatoliti. La temperatura dell'acqua varia tra gli 0,5 e i 5 °C. È considerato un lago ultra-oligotrofico.
Pochi chilometri a nord ovest del lago si trova il lago Obersee, di dimensioni minori (ha una superficie di circa 3,4 km²) e che presente diverse caratteristiche in comune con il lago Untersee.

## Spedizioni e ricerca
Il lago venne originariamente scoperto durante la spedizione Nuova Svevia organizzata dalla Germania nel 1938-1939 e comandata da Alfred Ritscher. A partire dalla fine degli anni 1960 è stato oggetto di studio da parte di diverse spedizioni di scienziati russi e tedeschi, in particolare N. G. Kosenko e D. D. Kolobov nel 1969, W. D. Hermichen et al nel 1985, E. Kaup et al. nel 1988 e A. Loopmann et al. nel 1988.
Durante una spedizione nell'estate 1991-1992 sono state studiate in particolare le caratteristiche chimiche e fisiche dell'acqua. Mentre prima di allora si pensava che tutta l'acqua del lago fosse ben mischiata e non stratificata, gli studi del 1991-1992 hanno scoperto una significativa stratificazione della colonna d'acqua in una depressione di 500 metri di larghezza e 105 metri di profondità situata nella zona sud est del lago e separata dal resto del corpo d'acqua da una soglia sottomarina. In tale depressione sono stati osservati forti gradienti verticali di temperatura, pH, ossigeno disciolto e conduttività elettrica. Un termoclino è stato registrato ad una profondità compresa tra i 40 e i 50 metri, mentre tra i 70 e gli 80 metri si trova una forte variazione della concentrazione di ossigeno, con un chemoclino tra gli 80 metri e il fondo del lago. Al di sotto degli 80 metri di profondità la colonna d'acqua era anossica e odorava di acido solfidrico. Scendendo in profondità la concentrazione di sali e la conduttività elettrica erano più del doppio rispetto a quelle registrate vicino alla superficie, e il pH era passato da 10.4 a 6.1, con una forte concentrazione di metano.
Tra novembre e dicembre 2008 la Tawani Foundation 2008 Antarctic International Expedition ha condotto alcuni esperimenti nell'Oasi Schirmacher di nel lago Untersee per testare l'uso di tecniche di ricerca di forme di vite estreme da utilizzare nell'esplorazione spaziale. Infatti le condizioni nella zona dell'oasi e nel lago sono simili a quelle che si potrebbero trovare sulle lune ghiacciate degli altri pianeti e ai poli di Marte. Durante tale spedizione sono state individuate nel lago alcune stromatoliti coniche viventi, tra le più grandi mai trovate al mondo.